# Tour della nazionale maschile di rugby a 15 dell'Irlanda 1961
Nel 1961, La nazionale irlandese di Rugby a XV si reca in Sud Africa per un importante e storica tournée. La squadra che basa il proprio gioco sull'estremo Tony Jiernan e sul famoso tre-quarti Tony O'Really, famoso anche perché, ricco uomo d'affari, sovente arrivava in Roll Royce alle partite. Tra gli altri facevano parte di quella squadra Ronnie Dawson, tallonatore di grandi qualità. Sarà però la mischia sudafricana a fare la differenza e dare agli Springboks il successo per 24- 8 nell'unico vero test-match.

## Il team
- Manager: Noel F. Murphy
- Assistente onorario: Tony O'Reilly
- Capitano: Ronnie Dawson

### Tre-quarti
| - Niall Brophy (University College Dublin) - T.J. Cleary (Bohemians) - J.F. Dooley (Galwegians) - Dion Glass (Collegians) - William Hewitt (Instonians) - Kenneth Houston (London Irish/Oxford University) | - Tom Kiernan (University College Cork) - Andy Mulligan (Cambridge University) - Tony O'Reilly (Leicester/Old Belvedere) - W.G. Tormey (University College Dublin) - Jerry Walsh (University College Cork) |

### Avanti
| - Michael Culliton (Wanderers) - Ronnie Dawson (Wanderers) - C.J. Dick (Ballymena) - J.S. Dick (Queen's University) - J.R. ("Ronnie") Kavanagh (Wanderers) - Timothy McGrath (Garryowen) | - Syd Millar (Ballymena) - Bill Mulcahy (University College Dublin) - Noel A. A. Murphy (Cork Constitution) - Dennis Scott (Malone) - J.N. Thomas (Blackrock College) - Gordon Wood (Garryowen) |

## Risultati
| Mossel Bay maggio 1961 | South West District XV | 6 – 11 | Irlanda XV |  |

| Arbitro: | Pieter Calitz |

| |            | |
| mete: Greenwood 2 Hopwood, BP van Zyl 2 trasf.: Nimb 3 c.p.: Nimb | Marcatori  | mete: Kiernan trasf.: Kiernan c.p.: Kiernan |
| 15.Lionel Wilson, 14.Ben-Piet van Zyl, 13.Dave Stewart, 12.Colin Greenwood, 11.Hennie van Zyl, 10.Charlie Nimb, 9.Piet Uys, 1.Fanie Kuhn, 2.Ronnie Hill, 3.Spiere du Toit, 4.Piet van Zyl, 5.Johan Claassen (c), 6.Hugo van Zyl, 7.Martin Pelser, 8.Doug Hopwood, | Formazioni | 15.Tom Kiernan, 14.Tony O'Reilly, 13.Jerry Walsh, 12.Kenneth Houston, 11.William Hewitt, 10.Dion Glass, 9.Andy Mulligan, 1.Syd Millar, 2.Ronnie Dawson (c), 3.Gordon Wood, 4.Bill Mulcahy, 5.Ian Dick, 6.Dennis Scott, 7.James Kavanagh, 8.Timothy McGrath, |

| Potchefstroom maggio 1961 | Western Transvaal | 6 – 16 | Irlanda XV |  |

| Salisbury maggio 1961 | Rhodesia | 0 – 24 | Irlanda XV |  |